# Jülide Gülizar
Jülide Gülizar (née Jülide Gökhan en 1929 à Adana, morte à 14 mars 2011 à Ankara) est une journaliste et présentatrice de journal turque.

## Biographie
En 1956 Jülide Gökhan est diplômée en droit de l'université d'Ankara. Elle présente à partir de 1968 les premiers journaux télévisés de la Radio-télévision de Turquie, jusqu'à sa retraite en 1982.
Elle meurt le 14 mars 2011 à l'hôpital universitaire de Hacettepe d'Ankara.